# Monika Heinold

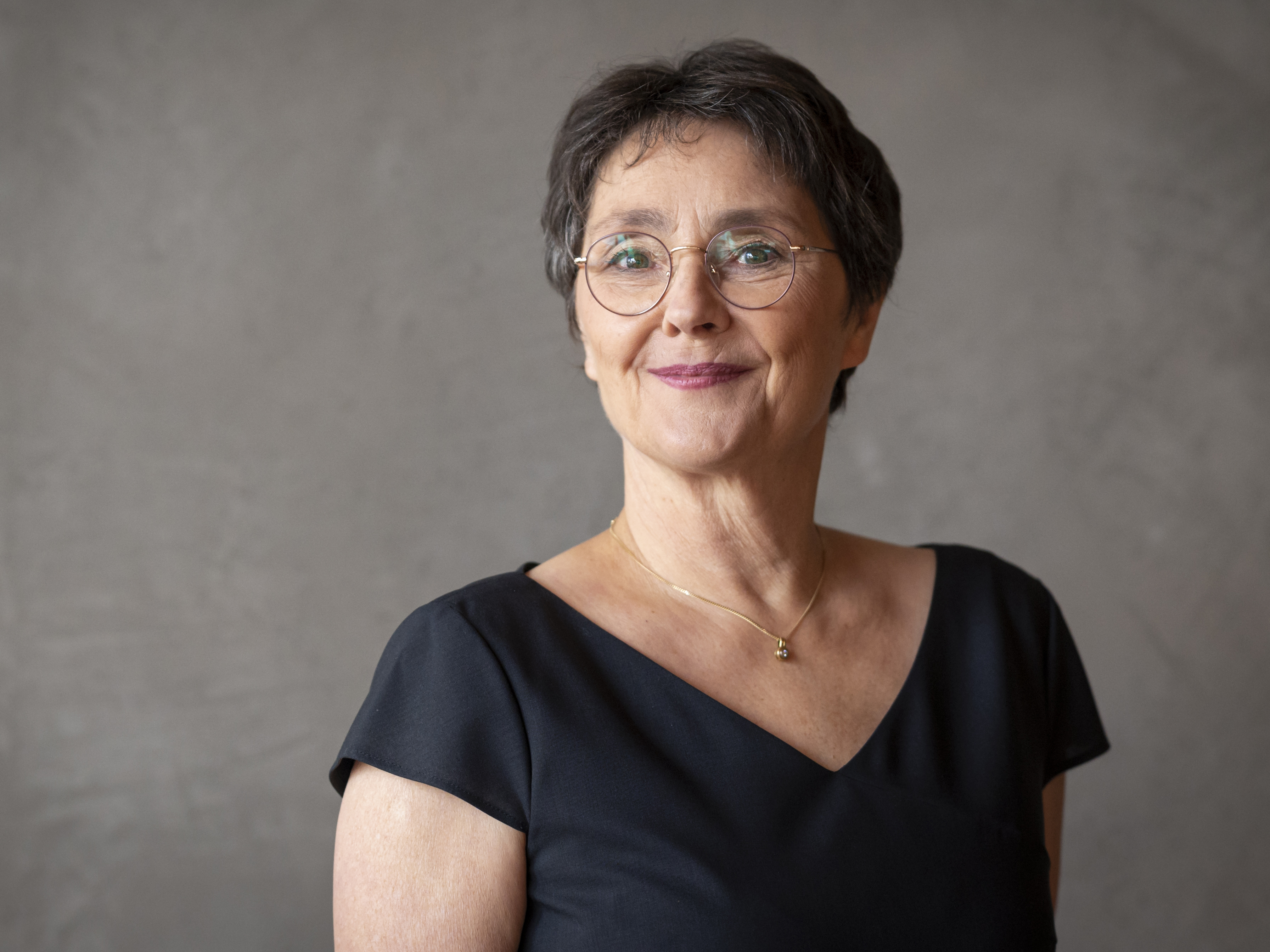
Monika Heinold (2021)

Monika Heinold (* 30. Dezember 1958 in Gütersloh) ist eine deutsche Politikerin (Bündnis 90/Die Grünen).
Sie war von 2012 bis 2024 Finanzministerin Schleswig-Holsteins in den Kabinetten Albig, Günther I und Günther II. Von 2018 bis 2024 war sie zudem stellvertretende Ministerpräsidentin. Zuvor war sie von 2000 bis 2012 parlamentarische Geschäftsführerin der Grünen-Fraktion im Landtag von Schleswig-Holstein.

## Leben und Beruf
Nach der Mittleren Reife besuchte Monika Heinold die Fachschule für Erzieher in Schleswig. Anschließend war sie in verschiedenen sozialpädagogischen Einrichtungen tätig. Monika Heinold hat zwei Söhne und lebt mit ihrem Partner seit 2007 in Kiel.

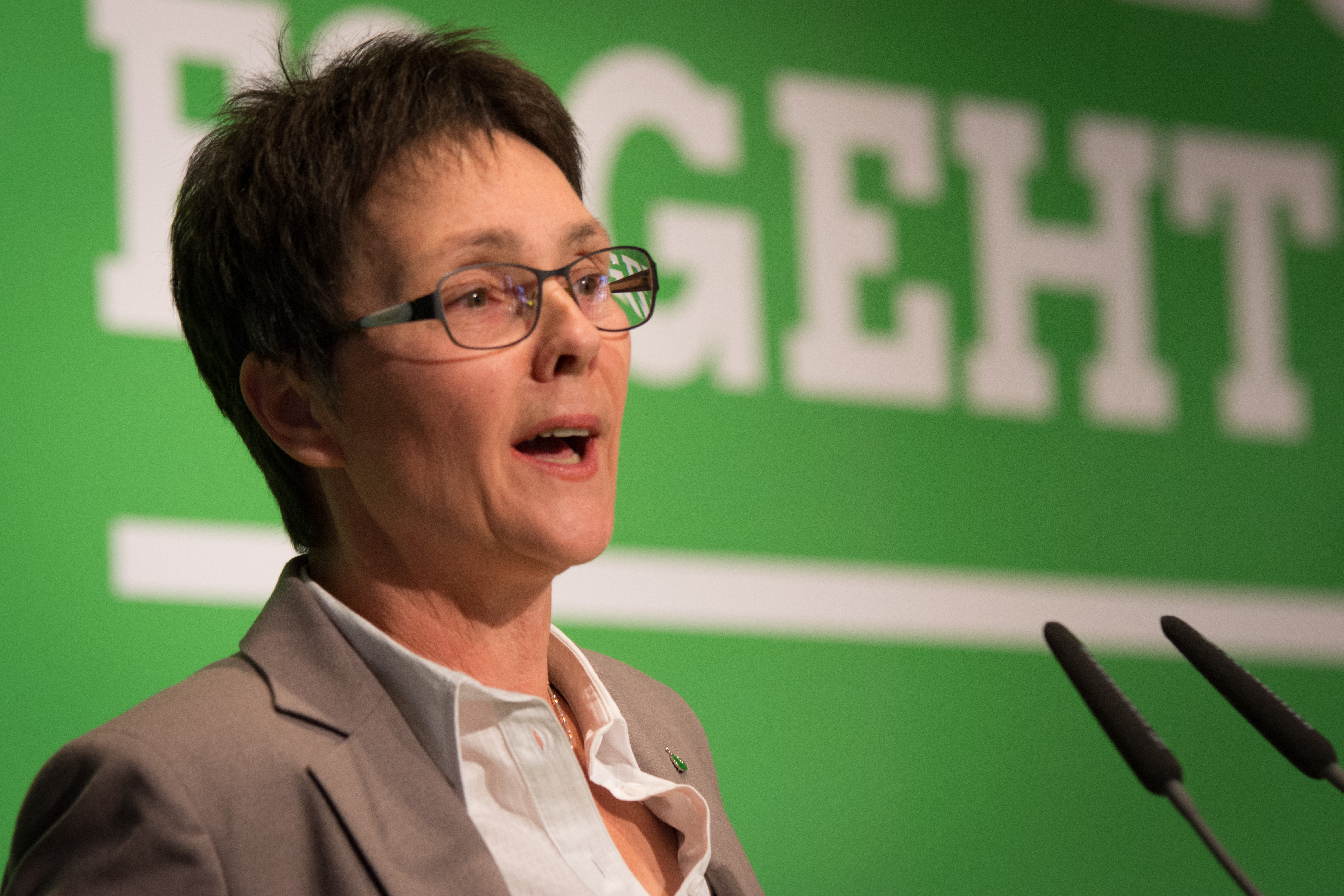
Monika Heinold auf dem Landesparteitag 2016 von Bündnis 90/Die Grünen Schleswig-Holstein in Neumünster

## Partei
Monika Heinold trat 1984 den Grünen bei und gründete den Kreisverband Segeberg mit.

## Abgeordnete und öffentliche Ämter

### Kreistagsmitglied
Von 1990 bis 1996 gehörte sie dem Kreistag des Kreises Segeberg an.

### Landtagsabgeordnete
Monika Heinold war von 1996 bis 2012 Mitglied des Landtages von Schleswig-Holstein. Sie war hier von 1996 bis 2000 stellvertretende Vorsitzende und ab dem Jahr 2000 Parlamentarische Geschäftsführerin der Landtagsfraktion Bündnis 90/Die Grünen.

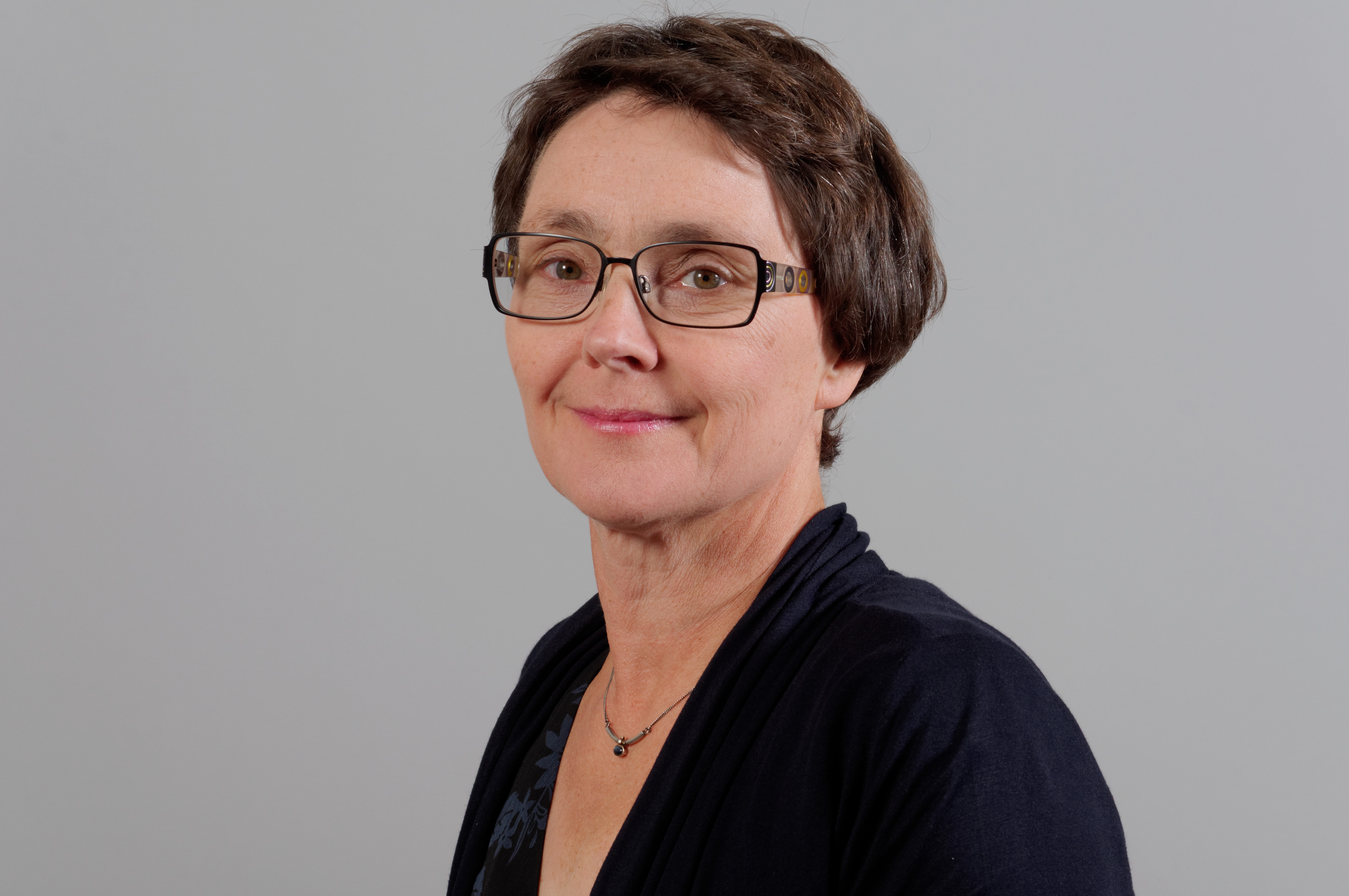
Monika Heinold (2013)

Monika Heinold ist stets über die Landesliste in den Landtag eingezogen.
Nach Ernennung zur Ministerin 2012, 2017 und 2022 legte Heinold jeweils ihr Mandat nieder.

#### Spitzenkandidaturen
Die Grünen in Schleswig-Holstein hatten Monika Heinold gemeinsam mit Robert Habeck zur Spitzenkandidatin für die Landtagswahl am 27. September 2009 nominiert. Die Grünen steigerten dabei ihren Stimmanteil um 6,2 % auf 12,4 %. Auch zur Landtagswahl am 6. Mai 2012 und zur Landtagswahl am 7. Mai 2017 war sie gemeinsam mit Robert Habeck Spitzenkandidatin ihrer Partei. Bei diesen Wahlen erreichten die Grünen 13,2 % bzw. 12,9 %.
Am 3. November 2021 erklärte Monika Heinold ihre Kandidatur für das Amt der Ministerpräsidentin in Schleswig-Holstein bei der anstehenden Landtagswahl im Jahr 2022. Gemeinsam mit Aminata Touré bildete sie das Spitzenkandidatinnenduo. Im Zuge der Bildung des Kabinetts Günther II wurde sie erneut zur Finanzministerin und stellvertretenden Ministerpräsidentin ernannt.

### Finanzministerin des Landes Schleswig-Holstein
Ab dem 12. Juni 2012 war sie Finanzministerin des Landes Schleswig-Holstein – zunächst im Kabinett Albig einer SPD-Grüne-SSW-Koalition („Küstenkoalition“), dann ab Juni 2017 im Kabinett Günther I als Teil einer Jamaika-Koalition von CDU, FDP und Grünen und seit Juni 2022 als Teil einer schwarz-grünen Koalition im Kabinett Günther II.
Am 6. Februar 2018 wurde sie zusätzlich zur neuen ersten Stellvertreterin des Ministerpräsidenten ernannt. Nach dem vorzeitigen Ausscheiden von Jan Philipp Albrecht wurde Heinold am 2. Juni 2022 zudem bis zur Neubildung der Landesregierung am 29. Juni 2022 mit der Wahrnehmung der Geschäfte des Ministeriums für Energiewende, Landwirtschaft, Umwelt, Natur und Digitalisierung beauftragt.
Zum 31. Juli 2024 legte Heinold ihr Ministeramt nieder. Ihr Nachfolge als Finanzministerin trat Silke Schneider an, ihr Amt als stellvertretende Ministerpräsidentin übernahm Sozialministerin Aminata Touré.

### Bundesversammlung
Als Delegierte der Grünen-Fraktion im Landtag von Schleswig-Holstein nahm Heinold an der 17. Bundesversammlung im Jahr 2022 teil.

### Stellvertretende Vorsitzende der Tarifgemeinschaft deutscher Länder
Am 14. Dezember 2022 wurde sie zur zweiten stellvertretenden Vorsitzenden der Tarifgemeinschaft deutscher Länder gewählt.

## Sonstiges gesellschaftliches Engagement
Von 1996 bis 2008 war Heinold (Gründungs)Vorsitzende des Vereins für Jugend- und Kulturarbeit e. V. im Kreis Segeberg. Sie engagier sich als Fellow bei der Bürgerbewegung Finanzwende.